# مارين ماريز
مارين ماريز (بالفرنسية: Marin Marais )‏ (و. 1656 – 1728 م) هو ملحن، وعازف كمان الساق فرنسي، ولد في باريس، يستخدم آلات كمان الساق، توفي في باريس، عن عمر يناهز 72 عاماً.

## وصلات خارجية
- مارين ماريز على موقع IMDb (الإنجليزية)
- مارين ماريز على موقع الموسوعة البريطانية (الإنجليزية)
- مارين ماريز على موقع ألو سيني (الفرنسية)
- مارين ماريز على موقع ميوزك برينز (الإنجليزية)
- مارين ماريز على موقع أول موفي (الإنجليزية)
- مارين ماريز على موقع قاعدة بيانات الأفلام السويدية (السويدية)
- مارين ماريز على موقع أول ميوزيك (الإنجليزية)
- مارين ماريز على موقع ديسكوغز (الإنجليزية)
- مارين ماريز على موقع كينوبويسك (الروسية)